# 218 aC
El 218 aC va ser un any del calendari romà prejulià. A la República i a l'Imperi Romà es coneixia com l'Any del Consolat d'Escipió i Llong (o també any 536 Ab urbe condita). L'ús del nom «218 aC» per referir-se a aquest any es remunta a l'alta edat mitjana, quan el sistema Anno Domini va ser el mètode de numeració dels anys més comú a Europa.

## Esdeveniments

### Cartago
- Un exèrcit cartaginès sota el comandament d'Hanníbal Barca ataca els aliats romans a la costa de la península Ibèrica, conquerint Saguntum després del Setge d'Arse. La inactivitat de Roma encoratja a Hanníbal per conquerir les terres fins als Pirineus, violant els tractats de la Primera Guerra Púnica i començant així la Segona Guerra Púnica. Entre altres pobles sotmet els bargusis. Hasdrúbal, el segon fill d'Hamílcar Barca és designat comandant a les terres iberes mentre el seu germà Hanníbal comença la campanya.[2]
- Hanníbal surt amb uns 40.000 homes i 50 elefants des de Cartago Nova cap al nord de la península Ibèrica i a través dels Pirineus, on troba la resistència de les tribus iberes locals. L'oposició i la deserció d'algunes de les seves tropes iberes fa disminuir en gran part el nombre d'homes d'Hanníbal, però arriba al riu Roine sense trobar gaire resistència de les tribus del sud de la Gàl·lia.[3][4]
- Després de creuar el Roine troba als caps gals aliats, encapçalats pels bois, que ajuden a Hanníbal a creuar els Alps.[5]

### República romana
- Publi Corneli Escipió i Tiberi Semproni Llong són elegits cònsols romans.[6]
- Corneli Escipió rep Hispània com a província, i encapçala un exèrcit transportat per mar a Massàlia per a impedir que Hanníbal arribi a la península italiana. Comprova que l'exèrcit cartaginès ha creuat el Roine i probablement vol creuar els Alps. Escipió torna al nord de la península italiana per esperar-lo. A més, envia una flota formada per uns seixanta quinquerrems, amb dos legions comandades pel seu germà Gneu Corneli Escipió Calvus a la colònia grega d'Empúries per trobar-se amb les forces cartagineses.[7]
- Un segon exèrcit romà, sota les ordres de l'altre cònsol, Tiberi Semproni Llong, arriba a Sicília per embarcar cap a l'Àfrica. Derrota als cartaginesos que defensaven Melita i l'illa s'incorpora a la República Romana.[8]
- La flota romana de Gneu Corneli Escipió Calvus arriba a la colònia grega d'Empúries a la darreria de l'estiu. S'inicia la romanització a Catalunya.[7] Gneu Escipió sotmet per les armes a laietans, ausetans i bargusis[7] assetjant i conquerint Ausona. El cartaginès Hannó ataca a Gneu Escipió, però és derrotat i capturat en la batalla de Cissa. Aixeca també un destacament a la costa mediterrània que més tard seria la ciutat de Tàrraco.[9]
- Les tropes de Publi Corneli Escipió arriben al riu Po per protegir les colònies romanes de Placentia i Cremona. L'exèrcit d'Hanníbal es troba amb Escipió a una plana a l'oest del riu Ticino on té lloc al novembre la batalla del Ticino. Publi Corneli Escipió resulta ferit i els romans es retiren a Placentia.[10]
- El senat romà després de la derrota al riu Ticino, ordena a Tiberi Semproni Llong que surti de Sicília per reforçar les tropes de Publi Corneli Escipió.[11]
- El 18 de desembre les tropes combinades dels dos cònsols es troben amb les d'Hanníbal al marge esquerre del riu Trebia al sud de Placentia, i són derrotades en la Batalla de Trèbia.[12]
- Les victòries d'Hanníbal contra els romans posen als gals i als lígurs al bàndol dels cartaginesos, i el seu exèrcit augmenta considerablement.[12]
- El pretor Luci Manli Vulsó, enviat amb dues legions al nord d'Itàlia a combatre els gals, és derrotat pels bois i es retira a Tanetum.[13]
- Promulgació de la Lex Claudia de senaturum quaestu, que limitava als senadors i parents propers i als patres (de rang senatorial) dedicar-se al comerç, considerat indecorós. Per aquesta llei es matisava el transport de la producció agrícola, limitant-lo a la producció dels camps propis.[14]

### Imperi selèucida
- Les negociacions entre el rei egipci Ptolemeu IV i el rei selèucida Antíoc III fracassen, i Antíoc segueix avançant contra les defenses de Ptolemeu. Antíoc conquereix el Líban, Palestina i Fenícia. Antíoc III fortifica Atabírios, a Galilea.[15]

### Antiga Grècia
- Filip V, rei de Macedònia ataca Cefal·lènia sense èxit. Marxa al golf d'Ambràcia des d'on derrota els etolis, assaltant la seva capital Terme, derrotant Alexandre de Tricònion i aconseguint els tresors de la Lliga Etòlia. També envaeix breument Lacònia.[16]
- Licurg, tirà d'Esparta atacà Tègea sense conquerir-la per complet. Intenta aturar els macedonis quan es retiraven de Lacònia, però és derrotat per Filip V.[17]